# 谢浣湘
谢浣湘（1801年—1871年），字芸史，女，福建诏安人，清朝诗人。

## 生平
谢浣湘出生于嘉庆六年（1801年），父亲是诗人谢声鹤，弟弟謝琯樵是一个书画家。谢浣湘自小便接受了良好的家庭教诲，饱读经书。39岁时，谢浣湘设帐授徒，开创诏安第一所由女子主讲的私塾，成为诏安历史上第一位女教师。45岁时，她将作品结集为《咏雪斋诗草》。
谢浣湘从教30年，学生不仅有本地人，还有邻县甚至邻省来的，其中不少成为秀才、举人或书院、私塾教师。

## 著作
光绪七年（1881年），同县的翰林院编修林壬重编《咏雪斋诗草》，选入谢浣湘的136首诗词作品，更名《咏雪斋诗录》出版。光绪二十四年（1898年），《菽园赘谈》在新加坡出版，其中收录有《咏雪斋诗录》的部分诗篇。

## 相关
民国初年，昆山胡文楷作《历代妇女著作考》，收录有谢浣湘。